# 怪盗ナゲッツ
怪盗ナゲッツ（かいとうナゲッツ）は、2016年6月にはじまった、日本マクドナルドのチキンマックナゲットのキャンペーン、およびキャンペーンに登場する、ダンディなタキシードに身を包んだ正体不明の怪盗のキャラクター。公式Twitterアカウントによると、1967年1月16日生まれで、所在は全国のマクドナルドにゲリラ的に出没となっている。

## 人物
黄色いタキシードに身を包んだ正体不明の怪盗。マクドナルドのチキンマックナゲットの期間限定ソースがうますぎると聞きつけて、そのソースを盗みにくるらしい。突如現れて、人のソースをディップしては、「ナゲッツ！」と決めゼリフを残して去っていく。
容姿が似ていることから、タレントのダンディ坂野と間違えられることがあるが、本人はそれを、「非常によく似ていると言われるが、全然違うもの」と否定している。また、ダンディ坂野の公式ブログでも時折怪盗ナゲッツに触れられているが、あくまでも第三者としてコメントをするにとどまっている。ちなみにダンディ自身は下積み時代に長年新宿のマクドナルドに勤務し度々正社員としての推挙の話が度々掛かる優秀なアルバイトであった。

## 目撃情報

### 2016年6月11日
- マクドナルドの渋谷東映プラザ店／渋谷店／原宿竹下通り店の3店舗でゲリラディップしている姿が目撃された[5]。

### 2016年6月16日
- 鳥取県庁にて平井伸治知事を表敬訪問し、鳥取県が英語で鳥（チキン）取（ゲット）県であることから、チキンナゲット県に改名するように直談判し、即却下された。却下の理由は、鳥取県は蟹取(かにとり)県に改名した経緯があるので受けられないとのこと。改名を受けられないかわりに、怪盗ナゲッツの等身大パネルの設置を要望し、非公認ステッカーを貼った状態であれば県庁入口に設置できると快諾された[6]。
- 鳥取県が誇る観光地である鳥取砂丘を訪れている姿が目撃された。鳥取砂丘や砂の美術館を訪れた怪盗ナゲッツは、「砂丘(さきゅう)でサンキュー」と、とっておきのネタを披露した[6]。
- マクドナルドの鳥取店にてゲリラディップしている姿が目撃された[6]。

### 2016年6月18日
- 明治神宮球場で行われた東京ヤクルトスワローズ vs 埼玉西武ライオンズ戦の始球式に登板し、試合中にもダンスなどのパフォーマンスを披露しているところを目撃されている[7]。

## 怪盗ナゲッツキャンペーン

### 2016年6月8日～2016年6月28日
日本マクドナルドのチキンマックナゲットのキャンペーン。怪盗ナゲッツが、期間限定の2種のソース、「フルーツカレーソース」と、「クリーミーチーズソース」を狙って店舗内外の意外な場所やWEBサイト上などに現れ、情報や痕跡を残しているとして、その正体が誰なのかの予想 や目撃情報を募集。全国のマクドナルドの店内やWEBサイトなどで得ることができる怪盗ナゲッツの痕跡などの情報を、Twitterで「#怪盗ナゲッツ」をつけて投稿した人の中から抽選で1名に、金のナゲットが当たるというもの。
また、同キャンペーンの一環として、金のナゲット以外にも、情報提供への感謝（サンキュー= 39）を込めて「チキンマックナゲット 5ピース」の無料券39日分 （39個分）が、キャンペーン期間中(2016年6月8日～2016年6月28日の21日間)毎日1名に当たる（合計21名）というものも実施。